# Eurata famatina
Eurata famatina là một loài bướm đêm thuộc phân họ Arctiinae, họ Erebidae.